# NGC 4273
NGC 4273 (другие обозначения — UGC 7380, MCG 1-32-8, ZWG 42.28, VCC 382, IRAS12173+0537, PGC 39738) — спиральная галактика с перемычкой (SBc) в созвездии Дева.
Этот объект входит в число перечисленных в оригинальной редакции «Нового общего каталога».
В галактике вспыхнула сверхновая SN 1936A, её пиковая видимая звездная величина составила 14,4.
В галактике вспыхнула сверхновая SN 2008N типа II, её пиковая видимая звездная величина составила 17,8.